# آلکساندر عبدلف
آلکساندر عبدُلُف (انگلیسی: Aleksandr Abdulov; ۲۹ مهٔ ۱۹۵۳ – ۳ ژانویهٔ ۲۰۰۸) هنرپیشه و کارگردان اهل کشور اتحاد جماهیر شوروی سوسیالیستی سابق و روسیهٔ کنونی بود. وی بین سال‌های ۱۹۷۴ تا ۲۰۰۷ میلادی فعالیت می‌کرد.
از فیلم‌هایی که وی در آن نقش داشته است می‌توان به حمله به لنینگراد اشاره کرد.